# True at Heart
True at Heart es el tercer álbum de estudio de la cantante alemana Doro Pesch. Fue grabado en Nashville, Tennessee, y lanzado al mercado en agosto de 1991. Barry Beckett fue escogido para producir el álbum.

## Lista de canciones
1. "Cool Love" - 03:45
2. "You Gonna Break My Heart" - 03:42
3. "Even Angels Cry" - 04:47
4. "The Fortuneteller" - 05:15
5. "Live It" - 04:12
6. "Fall For Me Again" - 04:12
7. "Heartshaped Tattoo" - 03:45
8. "With The Wave Of Your Hand" - 04:52
9. "Hear Me" - 03:44
10. "I'll Make It On My Own" - 04:07
11. "Gettin' Nowhere Without You" - 04:20
12. "I Know You By Heart" - 05:03

## Créditos
- Doro Pesch - voz
- Barry Beckett - piano, producción
- Dann Huff, Michael Thompson - guitarra
- Don Potter, Kenny Greenberg, Gordon Kennedy, Dennis Morgan - guitarra
- Leland Sklar - bajo
- Mike Lawler - teclados
- Eddie Bayers - batería
- Jim Horn - saxofón alto
- Robert White Johnson, Bob DiPiero, Todd Cerney, Chris Eddy, Troy Seals - coros
- Jeff Balding - ingeniero de sonido
- Jim DeMain - ingeniero asistente
- Doug Sax - masterización